# Вписана сфера

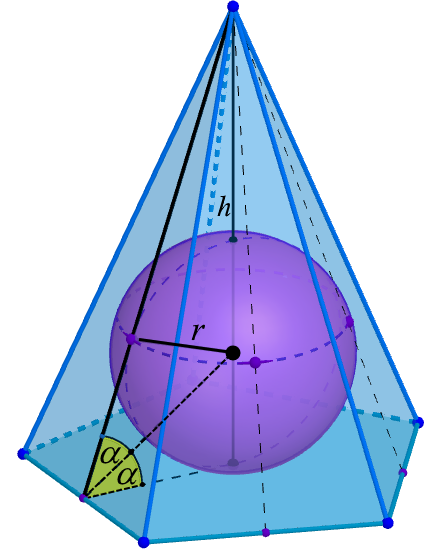
Вписана сфера у правильну п'ятикутну піраміду.

В геометрії вписана сфера опуклого багатогранника — це сфера, яка міститься в межах багатогранника і дотична до кожної з граней багатогранника.
Багатогранник називають описаним навколо сфери, якщо всі його грані дотикаються до цієї сфери. :стор.137 :стор.99
Якщо багатогранник описано навколо сфери, то цей багатогранник описано також навколо кулі, обмеженої цією сферою.
Центр сфери, вписаної в багатогранник, рівновіддалений від всіх площин, що містять його грані. Відстань від центру вписаної в багатогранник кулі до його граней дорівнює радіусу цієї кулі.
| Якщо в багатогранник вписано сферу, то центр сфери є точкою перетину бісекторних площин усіх двогранних кутів цього багатогранника. :стор.137 |

Справедливе також і обернене твердження:
| Сферу можна вписати в багатогранник, якщо всі його бісекторні площини перетинаються в одній точці. |

У двовимірному випадку вписана сфера являє собою вписане коло.
Вписана сфера є найбільшою сферою, яка міститься повністю всередині багатогранника, і двоїста до описаної сфери його двоїстого багатогранника.
Якщо в багатогранник можна вписати сферу, тоді його об'єм можна визначити за формулою: :стор.116
{\displaystyle V={\frac {1}{3}}\cdot S_{\text{повн.пов.}}\cdot r}
де: r — радіус вписаної сфери;
{\displaystyle S_{\text{повн.пов.}}} — площа повної поверхні багатогранника.
Сферу можна вписати у всі правильні багатогранники Платона, всі напівправильні багатогранники Каталана (двоїсті до багатогранників Архімеда), правильні зірчасті багатогранники Кеплера-Пуансо, та двоїсті до однорідних багатогранників, зокрема також у всі біпіраміди та трапецоедри, що є двоїстими до правильних призм та антипризм. Існує 4 правильногранних багатогранників Джонсона, в які можна вписати сферу (J1, J2, J12, J13)

## Інтерпретації
Усі правильні багатогранники мають вписані сфери, але грані більшості неправильних багатогранників не дотикаються до спільної сфери, хоча для таких фігур все-таки можна визначити найбільшу сферу, що міститься в них. Для таких випадків наведене поняття вписаної сфери непридатне, і можна знайти різні його інтерпретації:
- Сфера, дотична до всіх граней (якщо така існує).
- Сфера, дотична до всіх площин граней (якщо така існує).
- Сфера, дотична до заданого набору граней (якщо така існує).
- Найбільша сфера, яка може поміститися всередині багатогранника.

Часто ці сфери збігаються, що призводить до плутанини щодо того, які саме властивості визначають вписану сферу для багатогранників там, де вони не збігаються.
Наприклад, звичайний малий зірчастий додекаедр має сферу, дотичну до всіх граней, тоді як всередині його ще можна розмістити більшу сферу. Яка з них уписана сфера? Відомі вчені, такі як Коксетер або Кенді і Роллетт, досить чітко формулюють, що вписана сфера дотикається до граней. Вони також погоджуються з тим, що архімедові багатогранники (які мають правильні грані та еквівалентні вершини) не мають уписаних сфер, тоді як дуальні архімедовим тіла Каталана мають. Але багато авторів не враховують подібних відмінностей і користуються іншими визначеннями вписаної сфери для своїх багатогранників.

## Тіла, що описуються навколо сфери

### Призма

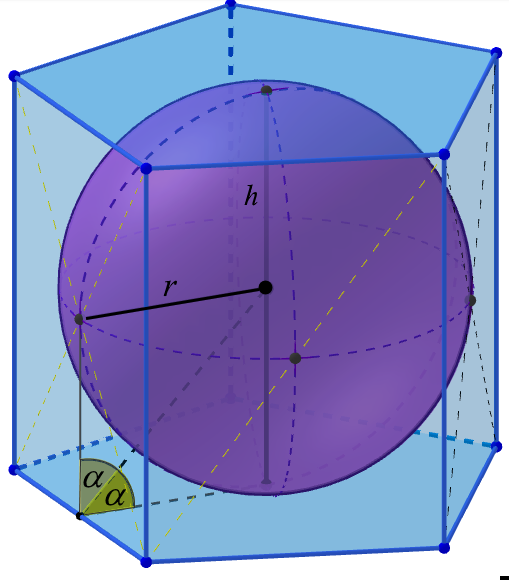
П'ятикутна призма та її вписана сфера

Куля називається вписаною в призму, якщо всі грані призми дотикаються до цієї кулі.:стор.56, таблиця 57
В пряму призму можна вписати сферу, якщо в її основу можна вписати коло, і висота призми дорівнює діаметру цього кола.:стор. 138;:стор. 100, задача 2;
Зокрема сферу можна вписати в будь-яку правильну призму, висота якої дорівнює діаметру кола, вписаного в основу призми.
Центр сфери є серединою висоти призми, що сполучає центри кіл вписаних в основи призми.:стор. 138
Справедливе також і обернене твердження: якщо в пряму призму можна вписати сферу, то в її основу можна вписати коло з радіусом, який дорівнює радіусу сфери, а висота призми дорівнює діаметру сфери.
Сферу можна вписати і в деякі похилі призми. Наприклад, деякі ромбоедри.
Якщо у похилу призму вписано кулю, то радіус кулі дорівнює радіусу кола, вписаного в перпендикулярний переріз призми, а діаметр кулі дорівнює висоті призми. :стор. 56, таблиця 57 ;:стор. 116
Радіус сфери, вписаної в правильну n-кутну призму з довжиною сторони основи a і висотою h:
{\displaystyle r={\frac {h}{2}}};
{\displaystyle r={\frac {1}{2}}\mathop {\mathrm {ctg} } \left({\frac {\pi }{n}}\right)\cdot a}

### Піраміда

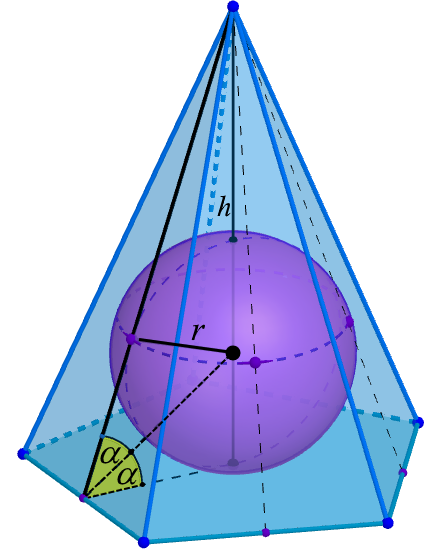
Вписана сфера у правильну п'ятикутну піраміду.

В піраміду можна вписати сферу, якщо всі двогранні кути при ребрах її основи рівні. :стор.138;:стор. 99, задача 1.

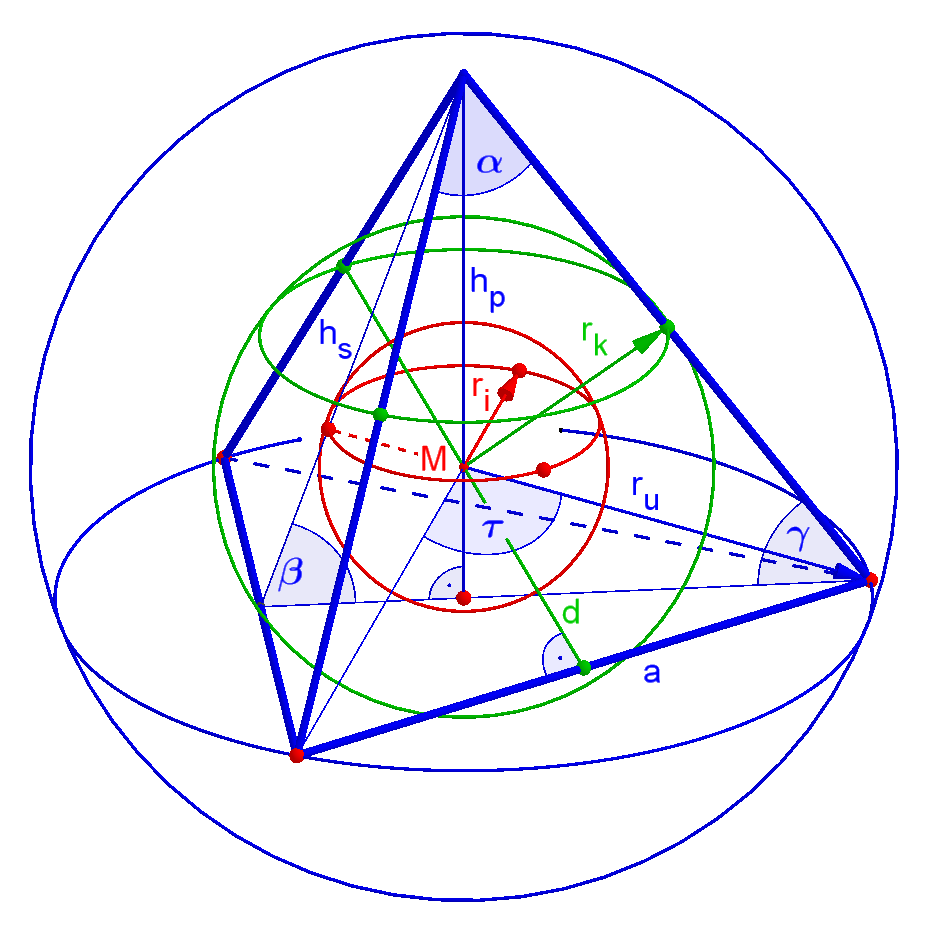
Тетраедр зі вписаною сферою червоного кольору (також показано напіввписану сферу зеленим кольором і описану сферу синім кольором)

Зокрема, у будь-яку правильну піраміду, а також у будь-який тетраедр:стор. 139, задача 10. можна вписати сферу.
Центр кулі, вписаної в піраміду, у якої основою висоти є центр вписаного в основу кола, лежить на висоті піраміди в точці перетину висоти з бісектрисою лінійного кута двогранного кута при основі піраміди; площина лінійного кута проходить через висоту піраміди. Точка дотику кулі до основи піраміди збігається з центром вписаного в основу кола. Точки дотику до бічних граней лежать на висотах цих граней.:стор. 58, таблиця 59;

Центр кулі, вписаної в правильну піраміду збігається з центром кола, вписаного в трикутний перетин піраміди площиною, що проходить через апотему піраміди і центр її основи. Висота цього трикутника є висотою піраміди. Радіус кулі дорівнює радіусу цього кола.:стор.138.
Радіус сфери, вписаної в правильну {\displaystyle n}-кутну піраміду з довжиною сторони основи {\displaystyle a} і висотою {\displaystyle h}:
{\displaystyle r={\frac {a\cdot h}{a+{\sqrt {a^{2}+4h^{2}\cdot \tan ^{2}\left({\frac {\pi }{n}}\right)}}}}}
Зокрема:
- Радіус сфери, вписаної в правильну трикутну піраміду з довжиною сторони основи {\displaystyle a} і висотою {\displaystyle h}:

{\displaystyle r={\frac {a\cdot h}{a+{\sqrt {a^{2}+12h^{2}}}}}}
- Радіус сфери, вписаної в правильну чотирикутну піраміду з довжиною сторони основи {\displaystyle a} і висотою {\displaystyle h}:[3]:стор.101, задача 4.

{\displaystyle r={\frac {a\cdot h}{a+{\sqrt {a^{2}+4h^{2}}}}}}

### Циліндр

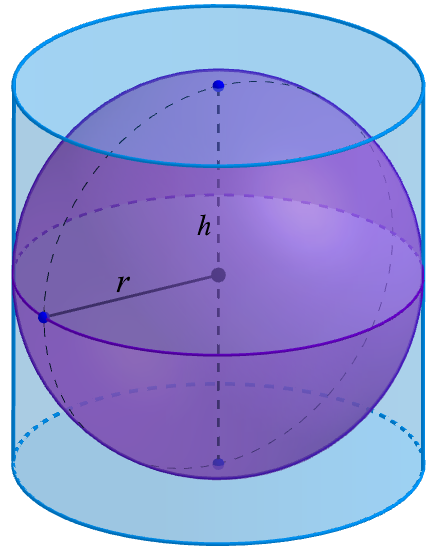
Сфера, вписана в прямий круговий циліндр

Куля називається вписаною в циліндр, якщо кожна основа і кожна твірна циліндра дотикаються до кулі. :стор.140. При цьому циліндр називають описаним навколо кулі.
Вписати кулю в циліндр можна тоді і тільки тоді, коли він є рівностороннім.
Центр вписаної сфери є серединою відрізка, що сполучає центри основ циліндра. Радіус сфери дорівнює радіусу основи циліндра.
Радіус сфери, вписаної в прямий круговий циліндр з радіусом кола основи R і висотою h:
{\displaystyle r=R={\frac {h}{2}}}

### Конус

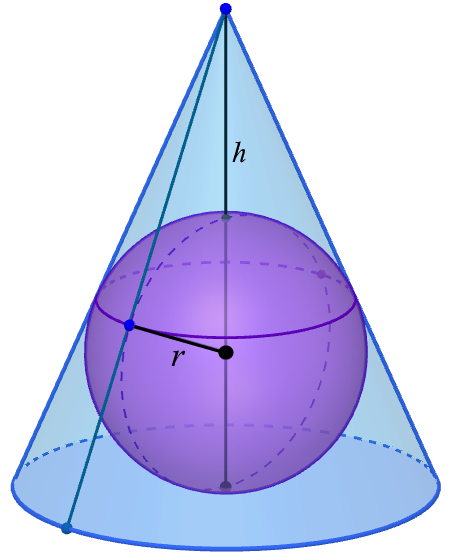
Сфера, вписана в прямий круговий конус

Куля називається вписаною в конус, якщо його основа і всі твірні конуса дотикаються до цієї кулі. :стор.140. При цьому конус називається описаним навколо кулі.
У будь-який конус можна вписати кулю.
Вписана в конус куля торкається до йоно основи в її центрі, а бічної поверхні конуса по колу, що лежить в площині, паралельній до основи конуса. :стор.119
Центр кулі збігається з центром круга, вписаного в осьовий переріз конуса, а отже, знаходиться на перетині бісектрис цього перерізу. Радіус кулі дорівнює радіусу цього круга.
Радіус сфери, вписаної в прямий круговий конус з радіусом кола основи R і висотою h: :стор.119

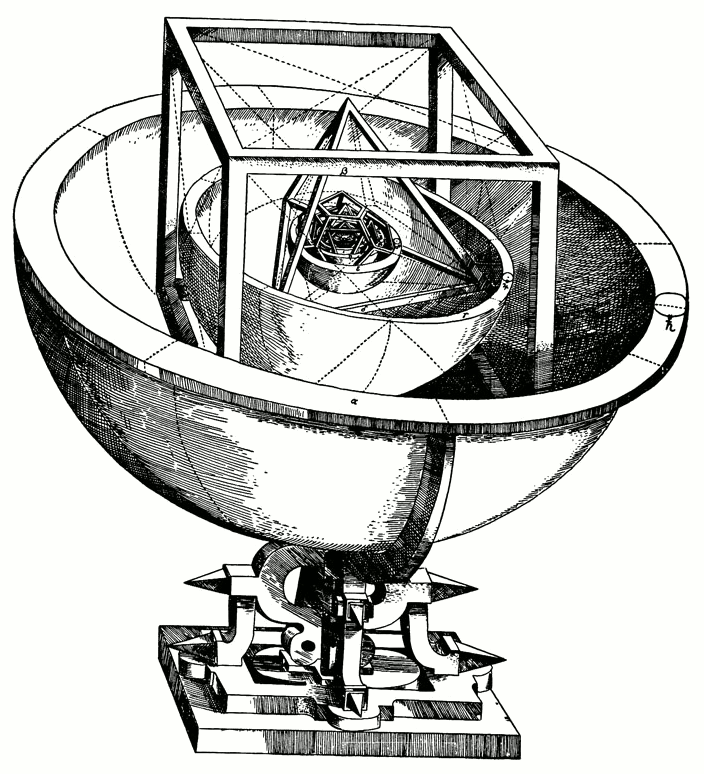
У своїй книзі Mysterium Cosmographicum 1597 року Кеплер змоделював Сонячну систему з відомими на той час шістьма орбітами планет вкладеними платоновими тілами, кожне з описаною і вписаною сферами.

{\displaystyle r={\frac {R\cdot h}{R+{\sqrt {h^{2}-R^{2}}}}}}